# Серебров, Михаил Павлович
Михаил Павлович Серебров (16 октября 1903 года, Екатеринбург, Российская империя — 26 января 1996 года, Щёлково, Московская область,  Россия) — советский военачальник, генерал-майор (1949).

## Биография
Родился в Екатеринбурге. Русский. До службы в армии  работал учеником слесаря в электромеханических мастерских в  Екатеринбурге, с 1915 года — учеником машиниста на кирпичном заводе, с 1918 года — учеником шагренщика и мастером-шагренщиком на кожевенном комбинате. Член ВКП(б) с 1924 года.

### Военная служба

#### Межвоенное время
19 августа 1924 года добровольно поступил в 25-ю Томскую пехотную школу. С передислокацией ее в город Омск она была переименована в Омскую пехотную школу. В сентябре 1927 года окончил ее и был направлен в 129-й стрелковый полк 43-й стрелковой дивизии в город Великие Луки, где проходил службу командиром взвода, роты, начальником штаба батальона, помощником начальника штаба полка. С марта 1933 года по июль 1934 года находился на академических курсах технического усовершенствования комсостава при Военной академии механизации и моторизации РККА. После завершения обучения назначен помощником начальника штаба 11-го механизированного полка 11-й кавалерийской дивизии в городе Оренбург. В марте 1935 года переведен помощником командира по строевой части отдельного разведывательного батальона 1-й Казанской стрелковой дивизии. С декабря 1935 года по ноябрь 1936 года прошел переподготовку на разведывательных КУКС РККА в Москве. С 31 января 1938 года вступил во временное командование этим же разведбатальоном, а в июле переведен в штаб дивизии начальником 2-й (разведывательной) части. С октября 1938 года по апрель 1939 года находился на КУКС при Академии Генштаба РККА. По возвращении в дивизию временно исполнял должность начальника курсов младших лейтенантов, а с 15 мая — начальника штаба 12-го стрелкового полка. В сентябре капитан Серебров переведен на должность начальника разведотделения штаба 18-й стрелковой дивизии в город Ульяновск. В сентябре 1940 года направлен в ПрибОВО заместителем начальника штаба 184-й стрелковой дивизии (г. Вильно), с 3 июня 1941 года временно исполнял должность начальника штаба дивизии.

#### Великая Отечественная война
22 июня 1941 года дивизия стояла в лагерях Ораны (юго-западнее Вильно). К исходу первого дня Великой Отечественной войны ее части заняли оборону по восточному берегу реки Оранка. Но уже утром следующего дня был получен приказ на отход на северо-восток на тыловые рубежи в район м. Олькеники. Отход проходил под непрерывными ударами вражеской авиации и механизированных частей противника, воздействием его диверсионных групп. К исходу 23 июня немецкие танки обогнали колонны полков на марше; фактически дивизия оказалась в окружении. Прорваться на Вильно удалось лишь штабу дивизии, отдельным группам бойцов и двум батареям противотанкового дивизиона. Обходя Вильно с юга, эта группа стала пробиваться на восток. Лишь к утру 29 июня остатки дивизии вышли в расположение 50-й стрелковой дивизии 13-й армии Западного фронта. После этого оставшийся личный состав был передан на укомплектование других частей Западного фронта, а майор  Серебров назначен начальником штаба 126-й стрелковой дивизии 29-го стрелкового корпуса 22-й армии. Части дивизии в составе Западного фронта участвовали в Вяземской, Калининской, Клинско-Солнечногорской оборонительных и наступательных операциях. 15 января 1942 года под деревней Назарьево Московской области Серебров был ранен и госпитализирован. 
По излечении  назначен начальником штаба 1-й отдельной гвардейской стрелковой бригады, а с 24 марта 1942 года — заместитель командира этой бригады. В составе 5-й армии бригада участвовала в Ржевско-Вяземской наступательной операции, затем в оборонительных боях на гжатском направлении. 6 июля на базе бригады была сформирована 42-я гвардейская стрелковая дивизия, а подполковник  Серебров утвержден в ней заместителем командира. В августе он переводится командиром 19-й воздушно-десантной бригады, формировавшейся в городе Щелково. В декабре 1942 года бригада была переформирована в 10-й отдельный гвардейский воздушно-десантный полк в составе 3-й гвардейской воздушно-десантной дивизии. С февраля по май 1943 года Серебров состоял в распоряжении Военного совета Воздушно-десантных войск, затем Военного совета Центрального фронта. 
В сентябре 1943 года допущен к командованию 392-го стрелкового полка 73-й стрелковой дивизии и в составе 48-й армии участвовал в Черниговско-Припятской наступательной операции. Ее части в это время форсировали реку Десна в районе города Северский и вели бои по удержанию и расширению захваченного плацдарма. С 18 сентября по 2 октября 1943 года в ходе дальнейшего наступления они освободили 95 нас. пунктов, в том числе г. Новозыбков. 2 октября 1943 года ей было присвоено наименование «Новозыбковская». Позже она в составе 48-й армии Белорусского фронта вела наступательные бои по расширению плацдарма на реке Сож, между реками Днепр и Березина на гомельском направлении. В ходе Белорусской наступательной операции 20 июня 1944 года полк в составе дивизии прорвал оборону противника, на плечах отступающего противника обошел город Жлобин и вышел в район Телуша Бобруйского района, перерезав железную и шоссейную дороги Жлобин — Бобруйск, тем самым отрезал пути отхода жлобинской группировки противника. Затем с ходу форсировав реки Березина, вышел на окраину Бобруйска. В результате боя 30 июня город был полностью очищен от врага. Продолжая наступление, ее части форсировали реку Шара и 11 июля перерезали железную дорогу западнее города Слоним. За освобождение города Жлобин дивизия была награждена орденом Красного Знамени (2.7.1944), а за форсирование р. Шара и овладение г. Слоним — орденом Суворова 2-й ст. (25.7.1944). С октября  Серебров исполнял должность начальника штаба 73-й стрелковой Новозыбковской Краснознаменной ордена Суворова 2-й ст. дивизии. 
9 января 1945 года он вступил в командование 137-й стрелковой Бобруйской дивизией и участвовал с ней в Восточно-Прусской, Млавско-Эльбингской наступательных операциях. За образцовое выполнение заданий командования в боях при прорыве к побережью Данцигской бухты и овладении городами Мюльхаузен, Мариенбург, Штум, Толькемит. она была награждена орденом Суворова 2-й ст. (5.4.1945). 
За время войны комдив Серебров был один раз раза персонально упомянут в благодарственном в приказе Верховного Главнокомандующего.

#### Послевоенная карьера
С июля 1945 года полковник  Серебров командовал 17-й стрелковой Бобруйской Краснознаменной дивизией в Казанском ВО. С января 1946 года по февраль 1948 года — слушатель Высшей военной академии им. К. Е. Ворошилова. По окончании обучения направлен начальником штаба 37-го гвардейского воздушно-десантного Свирского Краснознаменного корпуса, а с апреля 1950 года исполнял должность заместителя командира этого корпуса. В январе 1953 года генерал-майор  Серебров был переведен на должность старшего преподавателя — старшего тактического руководителя кафедры общей тактики Краснознаменной Военно-воздушной академии. В июне 1954 года назначен начальником ПВО СГВ. 14 октября 1955 года уволен в отставку по болезни. 
Указом Президента Российской Федерации от 4 мая 1995 года награжден орденом Жукова.
Умер 26 января 1996 года, похоронен на Гребенском кладбище, Щёлковский район, Московская область.

## Награды
РФ
- орден Жукова (04.05.1995)[7]
- медали

СССР
- два орден Ленина (24.03.1945, 15.11.1950[8])
- четыре ордена Красного Знамени (12.04.1942, 03.11.1944[8], 10.02.1945, 05.11.1954[8])
- орден Суворова II степени (29.06.1945)
- орден Суворова III степени (31.07.1944)
- орден Отечественной войны I степени (06.04.1985)
- медали в том числе:
  - «За оборону Москвы» (15.12.1944)
  - «За Победу над Германией в Великой Отечественной войне 1941—1945 гг.» (1945)
  - «За взятие Кёнигсберга»
  - «Ветеран Вооружённых Сил СССР» (1976)
- знак «50 лет пребывания в КПСС»

Приказы (благодарности) Верховного Главнокомандующего в которых отмечен М. П. Серебров.
- За завершение ликвидации окруженной восточно-прусской группы немецких войск юго-западнее Кенигсберга. 29 марта 1945 года. № 317.